# Missegle
Missegle (souvent écrit Missègle) est une entreprise familiale de tricotage de chaussettes, de pulls et d'accessoires en fibres naturelles, créée en 1983 par Myriam Joly, et installée à Burlats. 

## Historique
C'est Myriam Joly, une tarnaise ingénieure agricole qui fonde Missegle en 1983. À l'origine, Missegle est une petite ferme située à Burlats, à la sortie de Castres, où Myriam Joly élève des chèvres angora importées du Texas. C'est en récoltant le mohair de ces chèvres qu'elle débute dans le textile, en faisant tricoter des chaussettes en laine mohair par un atelier de tricotage voisin de la ferme. En 2007, cet atelier fait faillite. Pour sauvegarder les 10 emplois, Myriam Joly décide de le racheter et abandonne l'élevage pour le tricotage de fibres naturelles. 
D'un atelier de petite taille au début de la décennie 2010, Missegle change de dimension avec l'arrivée de deux fils de Myriam Joly dans l'entreprise : Olivier et Gaëtan Billant. La société prend alors le virage du commerce en ligne et se développe rapidement. Missegle fait le choix des fibres naturelles comme la laine mohair, la laine mérinos, le duvet de yack, le duvet de chameau ou le coton biologique.
À partir de 2014 le chiffre d'affaires augmente chaque année.
En 2019, la société explique avoir fabriqué des chaussettes particulièrement solides, dont la marque affirme qu'elles durent plus longtemps que les chaussettes de consommation courante. 
En 2020, durant le premier confinement dans la crise du Covid-19, Missegle, à la demande de l’État, fabrique près de 300 000 masques barrières. L'entreprise utilise d'ailleurs une partie des sommes récoltées en vendant ces masques pour financer des automates PCR pour deux hôpitaux du département du Tarn. Parallèlement, la société double sa surface en construisant un bâtiment supplémentaire de 1 500 m2. 
Missegle porte une vision écologique de l'industrie textile. En octobre 2021, l'entreprise s'engage avec de nombreux acteurs du secteur pour une plus grande régulation du textile, au sein du mouvement « En mode climat ».
Fin 2021, Missegle compte 50 salariés et réalise un chiffre d'affaires de 8,5 millions d'euros.
L'entreprise apparaît dans l'émission Envoyé spécial intitulée Les Chevaliers du "Made in France" diffusée le 21 avril 2022 sur France 2.